# Воробьёв, Роман Константинович
Рома́н Константи́нович Воробьёв (24 марта 1984, Ленинград) — российский футболист, полузащитник. Мастер спорта России (2016).

## Клубная карьера
Воспитанник СДЮШОР «Зенит». После непродолжительного выступления за «Факел» и «Металлург-Кузбасс» перешёл в клуб Премьер-лиги «Амкар», а спустя ещё год — в «Химки».
За «Химки» сыграл 27 матчей в 2007 году. В декабре того же года подписал контракт с подмосковным «Сатурном»: к тому моменту в его активе было 45 матчей в Премьер-лиге и один гол. «Сатурн» стал первым клубом, где Воробьёв выступал более одного сезона. Играя за «Сатурн», выбыл из обоймы сборной.
После того, как подмосковная команда прекратила существование, перешёл в «Краснодар». Дебютировал за клуб 6 марта 2011 года в кубковой игре с «Амкаром» (1:0). Проведя в течение года девять матчей, перешёл в «Крылья Советов».
2 июля 2014 года перешёл в команду ФНЛ «Динамо» СПб. В январе 2015 — в «Газовик» Оренбург. С командой, впоследствии переименованной в «Оренбург», вышел в премьер-лигу, где в сезоне 2016/17 провёл 24, забил два гола и, уступив в стыковых матчах, вернулся в ФНЛ.
В июне 2018 перешёл в волгоградский «Ротор», через год — в воронежский «Факел». В начале января 2020 расторг соглашение, а 31 января перешёл в клуб ПФЛ «Ленинградец».
18 июня 2021 года продлил контракт с областным клубом до конца сезона 2021/2022. Играл за команду также в летне-осенней части сезона 2022/23. 26 апреля 2023 года объявил о завершении карьеры игрока, остался в клубе, войдя в тренерский штаб молодёжной команды СШ «Ленинградец».

## Карьера в сборной
В 2006 году провёл 4 матча за олимпийскую сборную России. 22 августа 2007 года дебютировал в национальной сборной России в товарищеском матче против сборной Польши (2:2). 20 августа 2008 года вернулся в сборную и сыграл против Нидерландов (1:1), выйдя на замену уже в самом конце матча. После этого в сборную не вызывался. 19 августа 2011 года был вызван в расположение второй сборной России на матч c олимпийской сборной Беларуси.

## Вне карьеры футболиста
23 мая 2023 года в пресс-центре ТАСС состоялась пресс-конференция, на которой было заявлено о том, что в июле начнутся съёмки фильма «Федя. Народный футболист» о Фёдоре Черенкове. Генеральный продюсер фильма Сергей Шишкарёв заявил, что Роман Воробьёв будет дублёром героя Черенкова в фильме.

## Достижения
«Оренбург»
- Победитель первенства ФНЛ: 2015/16
- Полуфиналист Кубка России: 2014/15
- Обладатель Кубка ФНЛ: 2016

## Статистика выступлений за сборную России
| № | Дата            | Место  | Оппонент   | Счёт | Время игры | Соревнование      |
| - | --------------- | ------ | ---------- | ---- | ---------- | ----------------- |
| 1 | 22 августа 2007 | Москва | Польша     | 2:2  | 86—90 мин. | Товарищеский матч |
| 2 | 20 августа 2008 | Москва | Нидерланды | 1:1  | 84—90 мин. | Товарищеский матч |

Итого: 2 матча / 0 голов; 0 побед, 2 ничьи, 0 поражений.